# Monasterio de Varna
El monasterio de Varna (en búlgaro: Света Богородица) es un gran complejo monástico de la Alta Edad Media, abierto cerca de Varna, Bulgaria, con el estado de monumento cultural de importancia nacional para Bulgaria desde 2015.

## Historia
El monasterio data del siglo IX y probablemente como el monasterio de Ravna fue quemado por los pechenegos durante las invasiones a las tierras búlgaras en el siglo XI, y según otras fuentes, existió hasta el siglo XVIII o hasta el comienzo del renacimiento búlgaro.
Descubierto por Karel Shkorpil en 1921 en la meseta de Franga, justo encima de la ciudad. Ubicado en el lugar más apropiado en la meseta con vista y una fuente de agua.
Estudiado en detalle desde 1996 hasta la actualidad por estudiantes en la especialidad de "arqueología" en la Universidad de Veliko Tarnovo, así como del Reino Unido, Rusia, Alemania e Italia.
Se encontraron una iglesia catedral, una torre capilla, un enorme scriptorium, una biblioteca, una escuela, un dormitorio monástico, un santuario sagrado, y entre los hallazgos se encuentran una mesa de altar, un taller de herrería y monedas: búlgaro, serbio, veneciano, bizantino y otomano. Los edificios están llenos de una opus mixtum, cuyo equipo de construcción se utiliza principalmente para edificios representativos, por ejemplo, la Gran Basílica de Pliska.
En el área del monasterio se encontró el sello de Boris I, dos sellos principales del zar Simeón I y el sello del zar Pedro I.
El monasterio de Varna y el monasterio de Ravna son considerados los centros literarios más importantes de la Escuela literaria de Preslav fuera de las capitales Pliska y Preslav. La patrona del monasterio es la Madre de Dios, quien también es la santa patrona de la ciudad de Varna.

## Galería

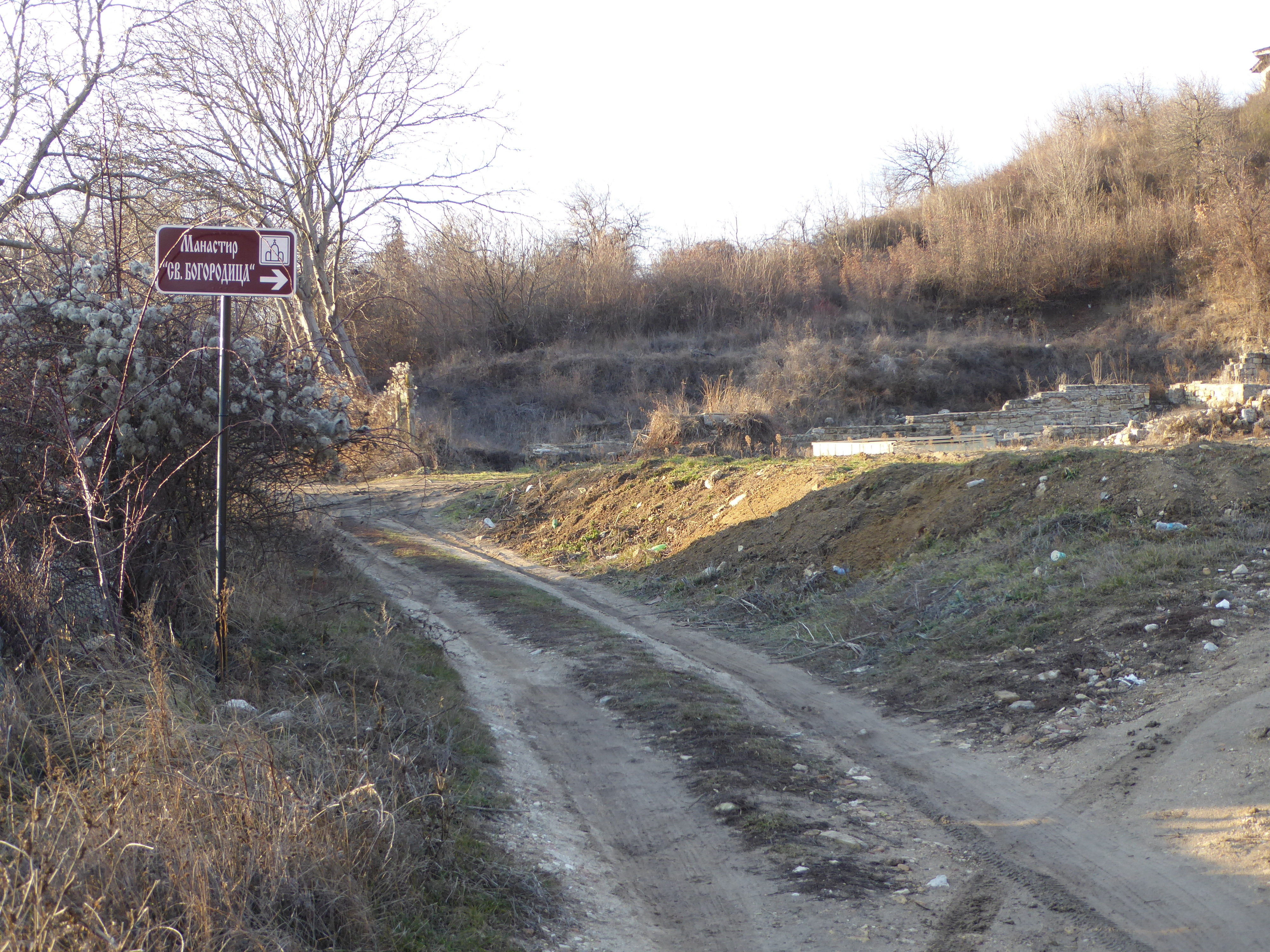
El letrero
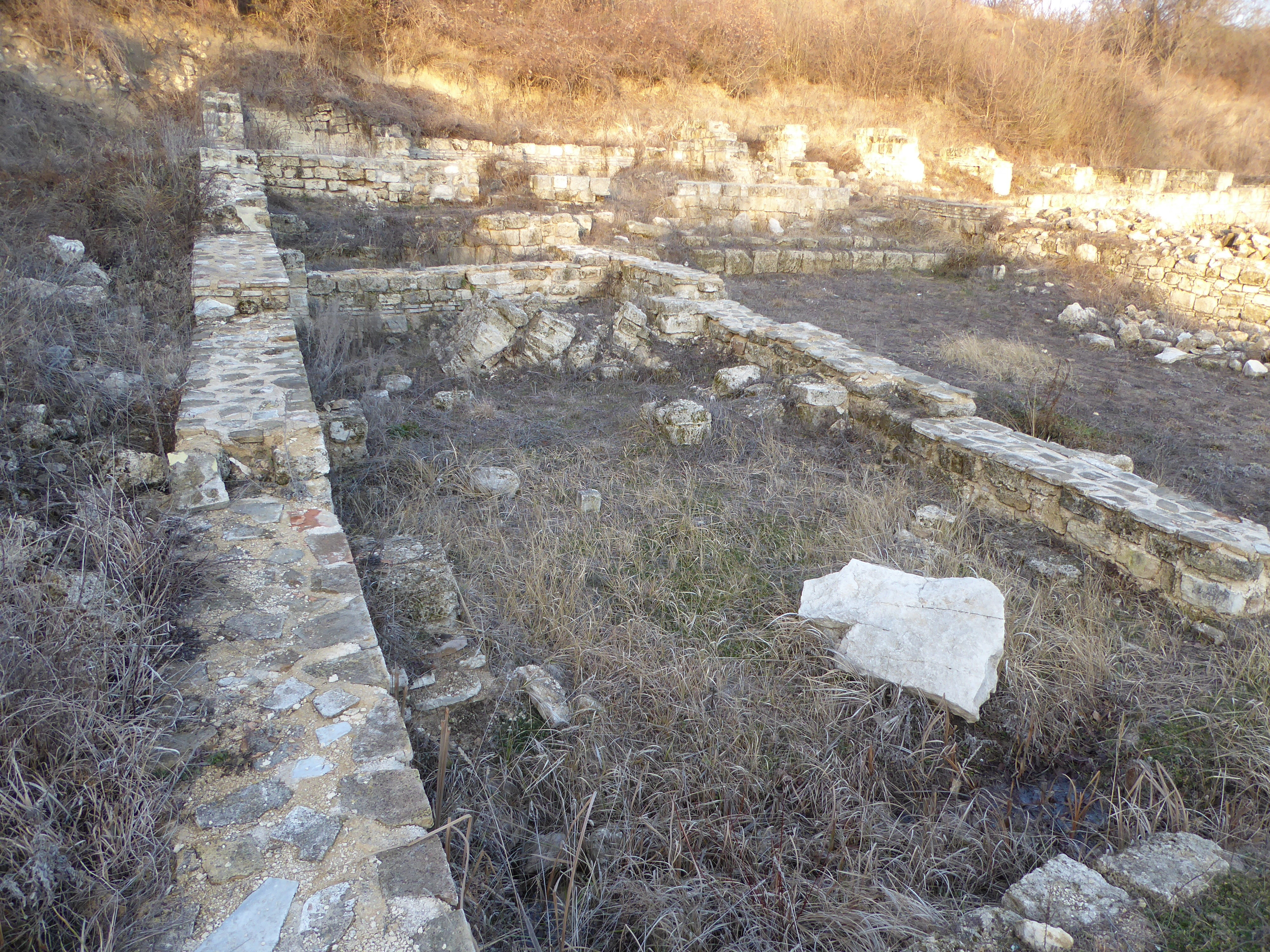
Ruinas
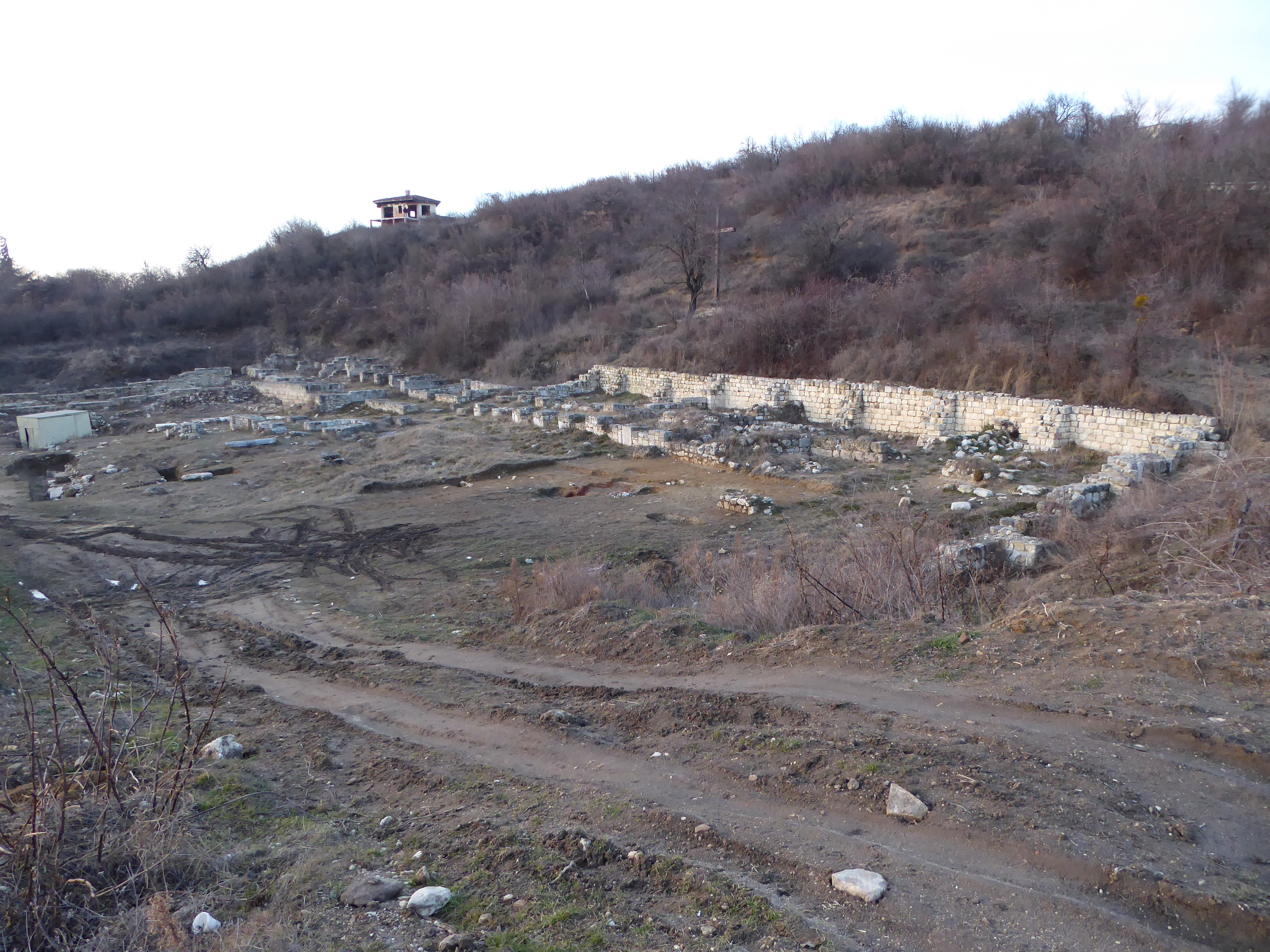
Ruinas con la Cruz del Memorial 2015
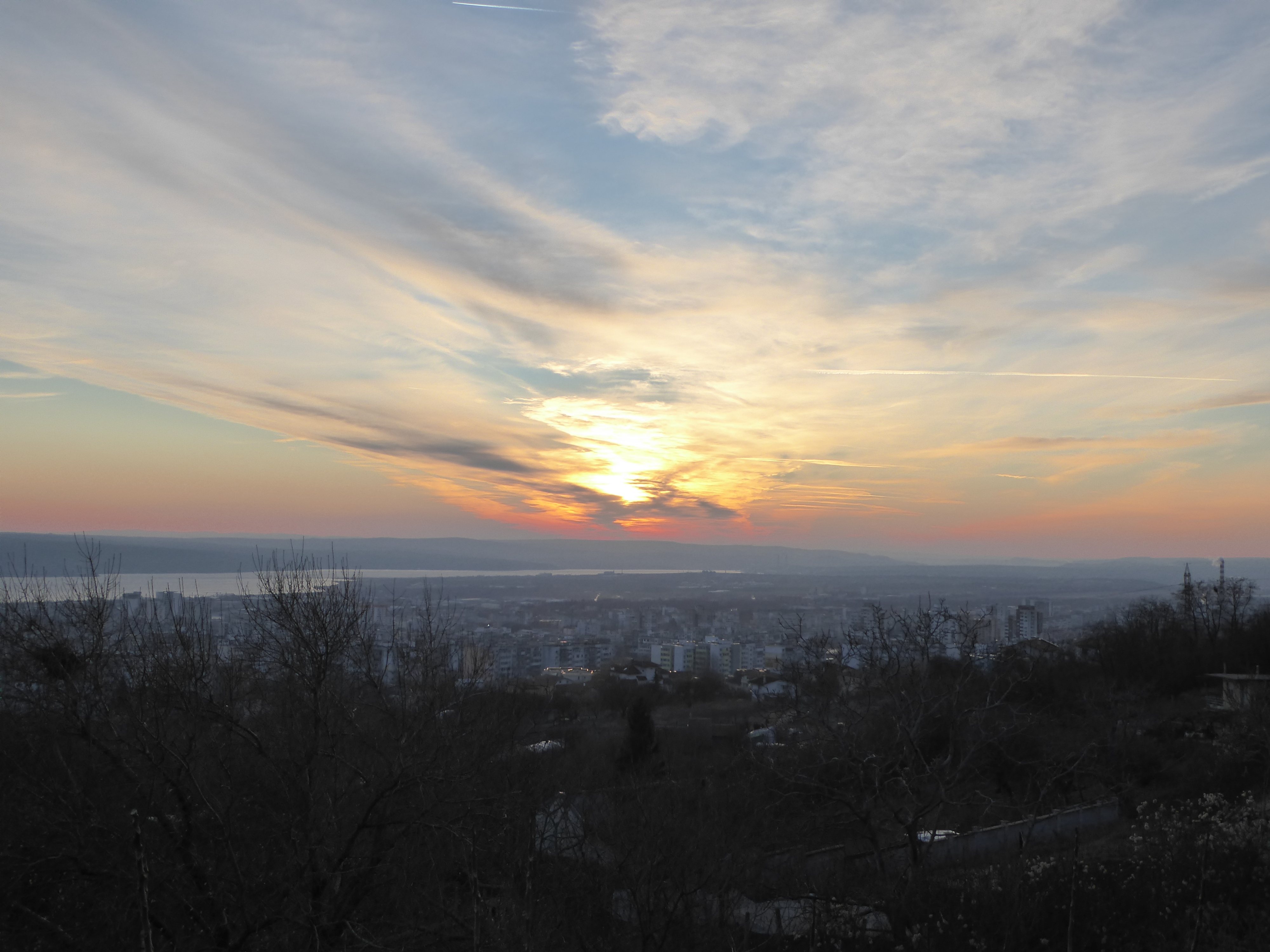
Vista del lago Varna